# Barbara Felicka
Barbara Lucyna Felicka z d. Kunicka (ur. 5 grudnia 1953 w Warszawie) – polska etnografka, działaczka opozycji w PRL, współpracowniczka KOR.
Córka Franciszka Kunickiego i Krystyny z domu Frąckowiak. W liceum (w latach 1968–1972 uczęszczała do VI Liceum Ogólnokształcącego im. Tadeusza Reytana w Warszawie, w którym uzyskała maturę) była harcerką w „Czarnej Jedynce”. Ukończyła studia etnograficzne na Wydziale Historii Uniwersytetu Warszawskiego w 1977 roku. W czasie studiów – wraz ze znajomymi z „Czarnej Jedynki” – zaangażowała się w pomoc osobom represjonowanym w wyniku zajść w Ursusie w czerwcu 1976 roku.
W czasie studiów poznała innych działaczy opozycji demokratycznej, m.in. Elżbietę Regulską i Alinę Całą. Wraz z nimi uczestniczyła w wielu działaniach opozycyjnych, m.in. – wraz z Witoldem Łuczywo i Elżbietą Regulską w 1977 roku – drukowała podziemnego „Robotnika”. 
Uczestniczyła też w innych działaniach, jak przepisywanie na maszynie pierwszych komunikatów KOR, składanie Biuletynu Informacyjnego KSS „KOR”, kolportaż niezależnych czasopism.  Była także członkiem zespołu redakcyjnego pisma Niezależnego Ruchu Chłopskiego „Placówka”.
W latach 1988–1989 bibliotekarka w Bibliotece Narodowej. Po 1989 r. pracowała m.in. w redakcji „Zeszytów Literackich”, później w „TCH” i w „McCann Erickson”. Obecnie jest członkinią zarządu Fundacji Pomocy Dzieciom Niepełnosprawnym „Hipoterapia”.
W dniu 13 grudnia 2011 roku Prezydent RP Bronisław Komorowski po postanowieniu z 5 grudnia 2011 roku odznaczył Barbarę Felicką Krzyżem Kawalerskim Orderu Odrodzenia Polski „za wybitne zasługi w działalności na rzecz przemian demokratycznych w Polsce, za osiągnięcia w pracy zawodowej, publicznej i społecznej, za popularyzowanie wiedzy o najnowszej historii Polski”.